# パリセード・センター
パリセード・センター（英: Palisades Center）はニューヨーク州ロックランド郡にあるアメリカで12番目に大きなショッピング・モールである。運営は、ピラミッド・カンパニー社。

## レイアウト
モールは、4階建てで、アンカーは、バーンズ・アンド・ノーブル、BJ ホールセールス・クラブ、ホーム・デポ、J.C.ペニー、ロード・アンド・テイラー、ステイプルズ、ベスト・バイ、ターゲット。BJとホーム・デポは、モールから直接アクセスできない。東側にはメイシーズがある。メイシーズの屋上にはアイス・スケート場が設置されている。
モール内には、21スクリーンを有するAMCシアターとIMAXシアターがある。

## 工事
あまりにも巨大なため、工事には3年を要した。もともと、この場所にはデクスター・プレス社（ポストカードの印刷工場）、ボウリング場、Audiのディーラー、ホーガンズ・ダイナーがあったが、殆どは大きな森だった。
1980年代から、この辺りに巨大なモール建設計画があり、地元と様々な交渉が行われた。当時の計画は現在のモールよりも巨大で、施設内には、ジェット・コースターが設置される可能性もあった。
地元の自治体は、巨大なモールの出現により、町中が渋滞してしまい混乱することを嫌った。そこで、303号線と59号線の交差する辺りにモールを建築し、外部からの流入は構想道路から直接モールにアクセスできるように道路を改築した。これにより、遠方から来る客は、高速道路から直接モールの駐車場にアクセスできる。

## 地盤沈下
モールが建設された場所は、もともと沼地だった。このため、建物全体が地盤沈下しているという噂がある。

## 影響
巨大モールが出現し、ロックランド郡は大きな影響を受けた。ウェスト・ナイアックの住人は、モールが出来る前の生活が良かったと回答している。そして、40年に渡り地元民に親しまれてきたナニュエット・モールは、2008年に閉鎖が発表された。近隣の映画館は軒並み閉鎖され、街には潰れたショッピング・センターが増えた。

## 交通
- TOR　トランスポート・オブ・ロックランド